# 구리사와정
구리사와정(일본어: 栗沢町)은 일본 홋카이도 소라치 지청관내의 남부에 있던 정이다.
2006년 3월 27일에, 기타촌과 함께, 이와미자와시에 편입합병되었다.

## 지리
소라치 지청 남부에 위치한다. 동서로 길쭉한 지형으로 서쪽은 평지, 동쪽은 산지로 구성되어 있었다. 

## 역사
- 1892년 - 이와미자와촌 (현: 이와지마시)에서 분촌하였다.
- 1906년 - 2급정촌제 시행에 수반해, 소라치군 구리사와촌이 되었다.
- 1909년 - 1급정촌제를 시행하였다.
- 1949년 - 정으로 승격에 따라 소라치군 구리사와정이 되었다.
- 2006년 - 기타촌과 함께, 이와미자와시에 편입되었다.

## 교통

### 철도
- 홋카이도 여객철도
  - ■ 무로란 본선

### 도로
- 국도 234호선